# Лас-Пилас
Лас-Пилас (исп. Las Pilas) —  сложный вулкан на западе Никарагуа, в департаменте Леон, в нескольких километрах от города Леон. Поблизости также находится вулкан Момотомбо.
Последняя вулканическая активность наблюдалась в 1954 году, до этого в XVI веке.
При аэрофотосъёмке в 1944 году вблизи вершины в склоне вулкана было обнаружено большое отверстие практически идеально круглой формы. По поводу его появления существует две версии: либо отверстие образовалось в результате обрушения подточенной изнутри породы, либо после взрыва в тот период, когда вулкан был активен. Отверстие сохранилось до настоящего времени.